# As I Lay Dying
Cet article concerne le groupe de metalcore américain. Pour le roman de William Faulkner, voir Tandis que j'agonise.
As I Lay Dying, parfois abrégé en AILD, est un groupe de metalcore américain, originaire de San Diego, en Californie. D'abord signé chez Pluto Records puis chez Metal Blade Records depuis 2003, le groupe a publié sept albums studio, un split CD avec American Tragedy, une compilation et un DVD ; son dernier album s'intitule Shaped by Fire et est sorti en 2019. Le groupe recense plusieurs clips et participe, depuis 2005, à des festivals de metal, notamment Ozzfest, et Hellfest.

## Biographie

### Formation et débuts (2001–2003)
As I Lay Dying est formé à San Diego en février 2001 par Tim Lambesis, ancien guitariste du groupe Society's Finest, lorsque ce dernier contacte le batteur Jordan Mancino pour lui proposer de former un groupe de metal. Celui-ci évolue également sur la scène metal locale à ce moment et comme il ne participe alors à aucun projet musical assez actif à son goût, il accepte l'offre. Bien que la formation ait pour nom le titre original du roman Tandis que j'agonise de William Faulkner, il n'y a aucune corrélation entre ce dernier et les paroles des chansons de As I Lay Dying. Le guitariste Evan White les rejoint et, Tim Lambesis occupant le poste de chanteur, la formation enregistre une démo. Le groupe signe chez Pluto Records puis commence l'enregistrement de son premier album, Beneath the Encasing of Ashes ; en plus du trio initial, Noah Chase, à la guitare basse, et Johnny Utah, au chant, sont venus élargir les rangs du groupe. L'album est publié par Pluto Records le 12 juin 2001,,.
En été 2002, le groupe enregistre cinq nouveaux morceaux pour le split CD As I Lay Dying/American Tragedy (American Tragedy est un autre groupe de metalcore de San Diego), également distribué par Pluto Records dès juin 2002,.

### Frail Words Collapse(2003–2004)
En mars 2003, As I Lay Dying signe chez le label Metal Blade Records et enregistre un nouvel album intitulé Frail Words Collapse au studio d'enregistrement Big Fish à Encinitas, en Californie. L'album est publié le 1er juillet 2003, il se classe trentième dans la catégorie Independent Albums et quarante-et-unième dans la catégorie Heatseekers Albums du Billboard,. La formation part ensuite en tournée, accompagnée de groupes tels que Bleeding Through, Every Time I Die, Haste, In Flames, Soilwork, Sworn Enemy, Himsa[réf. souhaitée], Shadows Fall ou The Black Dahlia Murder. Des vidéos sont produites pour les morceaux 94 Hours et Forever de Frail Words Collapse et le groupe fait des apparitions sur MTV et Fuse TV,,.

### Shadows Are Security(2005–2006)
Début janvier 2005, la formation commence l'enregistrement de son troisième album au studio d'enregistrement Big Fish : Shadows Are Security est distribué par Metal Blade Records dès le 14 juin 2005, et se classe premier dans la catégorie Independent Albums et trente-cinquième du Billboard 200. Le groupe participe à l'Ozzfest de 2005 ainsi qu'au Taste of Chaos en 2006,. En 2006, As I Lay Dying accompagne le groupe Bullet for My Valentine lors de leur tournée européenne. Le groupe participe également à de nombreux festivals d'été, dont le festival Hellfest à Clisson.

### An Ocean Between Us(2007–2009)

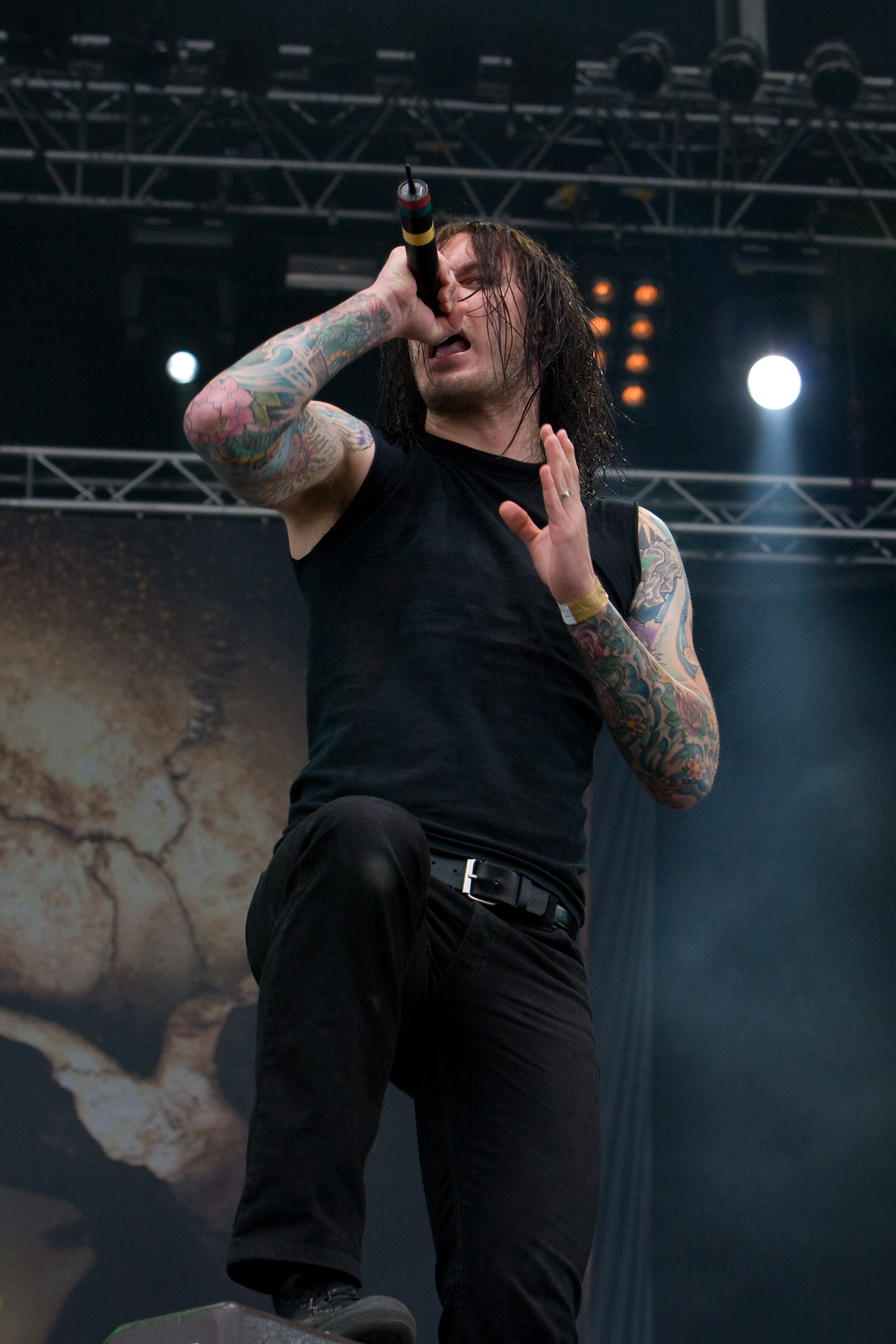
Tim Lambesis au festival With Full Force de 2007.

En 2007, ils sortent leur quatrième album, An Ocean Between Us, avec Josh Gilbert à la basse et au chant. Le groupe reçoit en 2008 le San Diego Music Award de l'artiste de l'année,. Il passe par Paris lors d'une tournée européenne avec Neaera et donne un concert à guichets fermés au Trabendo le 25 mars. Le 14 avril 2009 sort leur tout premier DVD intitulé This is Who We Are, retraçant l'itinéraire de As I Lay Dying. Un coffret collector 3 DVD regroupe l'intégralité de leurs clips, un documentaire et plusieurs live tirés de leurs précédentes tournées.

### The Powerless RiseetDecas(2009–2011)
Leur nouvel album studio est sorti le 11 mai 2010. Il s'intitule The Powerless Rise, est produit par Adam D. de Killswitch Engage et mixé par Colin Richardson. Le groupe est présent lors de la cinquième édition du Hellfest, en juin 2010. Le 6 août 2010, le groupe annonce sur son site officiel deux tournées, l'une en Amérique du Nord et l'autre en Europe. La première commence le 14 septembre à El Paso au Texas et prend fin le 11 octobre à Chico en Californie ; As I Lay Dying est accompagné des groupes Unearth, Carnifex et, pour la plupart des dates, de All That Remains. La seconde tournée commence le 4 novembre en Suisse et se termine le 30 novembre à Sheffield ; la formation est accompagnée de Heaven Shall Burn et de Suicide Silence,.
Le 8 novembre 2011, As I Lay Dying commercialise une compilation intitulée Decas pour célébrer ses dix ans de carrière. L'album présente trois nouveaux titres ; et quatre reprises de titres de Slayer, Judas Priest et Descendents, parmi d'autres.

### Awakenedet pause (2012–2018)
Le 22 juin 2012, le groupe annonce sur le site Internet de Metal Blade Records le sixième album intitulé Awakened par la suite commercialisé le 25 septembre la même année. Le premier single de l'album s'intitule Cauterize, qui est publié le 25 juin. As I Lay Dying remporte le prix de « meilleur groupe de l'année » chez Loudwire en 2012, dépassant d'autres groupes comme Anthrax et Lamb of God.
Le 7 mai 2013, Tim Lambesis, le chanteur du groupe, est arrêté pour tentative de meurtre sur sa femme, dont il est séparé. L'accusation se base notamment sur le témoignage d'un enquêteur que le chanteur aurait essayé de recruter pour accomplir cet homicide. Après une libération sous caution de deux millions de dollars, Tim Lambesis a finalement été condamné en mai 2014 à six ans de prison. Sa femme et ses enfants sont dorénavant mis sous protection judiciaire pour dix ans (jusqu'en mai 2024)[réf. nécessaire]. Depuis, le groupe est en pause. Ils recrutent le chanteur de Oh, Sleeper, et le groupe continue sous le nom de Wovenwar.
Après l'incarcération de Tim Lambesis, les autres membres (Jordan Mancino, Josh Gilbert et Nick Hipa) forment Wovenwar.

### Retour (depuis 2018)
Le groupe est de nouveau actif sur les réseaux sociaux et publie une vidéo où l'on peut distinguer les membres de la formation classique de As I Lay Dying (Tim Lambesis, Josh Gilbert, Nick Hipa, Phil Sgrosso et Jordan Mancino). Le groupe dévoile le morceau My Own Grave. L'album "Shape with Fire" sortira le 12 juin 2021.
Malgré ce retour, certains membres quitteront le groupe dans les années qui suivent : Nick Hipa  quitte ainsi le groupe en 2021, Jordan Mancino et Josh Guilbert suivront en 2022.
En octobre 2024, le bassiste et chanteur Ryan Neff, le manager de tournées Alex Kendrick, les guitaristes Ken Susi et Phil Sgrosso ainsi que le batteur Nick Pierce annoncent quitter le groupe invoquant des divergences personnelles ou professionnelles et un environnement de travail peu sain.

## Religion
Malgré la qualification de groupe chrétien, Tim Lambesis a déclaré, en 2014, au magazine américain Alternative Press que lui et deux autres membres du groupe étaient devenus athées depuis quelques années.

## Membres

### Membres actuels
- Tim Lambesis – voix (2000–2014, depuis 2018)

### Anciens membres
- Noah Chase – guitare basse (2001)
- Evan White – guitare solo (2001–2003)
- Tommy Garcia – guitare solo (2002–2003)
- Jason Krebs – guitare solo (2002–2003)
- Aaron Kennedy – guitare basse (2003)
- Clint Norris – guitare basse, chant clair (2003–2006)
- Nick Hipa - guitare lead, chœurs (2004-2014, 2018-2020)
- Jordan Mancino – batterie (2000–2014, 2018-2022)
- Josh Gilbert - guitare basse - chant clair (2006-2014, 2018-2022)
- Ken Susi – guitare, chœurs  (2022–2024)
- Ryan Neff – guitare basse, chant clair (2022–2024)
- Nick Pierce – batterie (2022–2024)
- Phil Sgrosso – guitare rythmique, chœurs (2003–2014, 2018-2024)

### Membres de tournée
- Chad Ackerman – guitare, chœurs (2002)
- Brandon Hays – guitare basse (2002–2003)
- Chris Lindstrom – guitare rythmique (2003–2004)
- Justin Foley – batterie (2009)[31]

## Discographie

### Albums studio
- 2001 : Beneath the Encasing of Ashes
- 2003 : Frail Words Collapse
- 2005 : Shadows Are Security
- 2007 : An Ocean Between Us
- 2010 : The Powerless Rise
- 2011 : Decas
- 2012 : Awakened
- 2019 : Shaped by Fire
- 2024 : Through Storms Ahead

### Autres productions
- 2002 : As I Lay Dying/American Tragedy (split)
- 2006 : A Long March: The First Recordings (compilation)
- 2008 : Participation à la compilation Another Way to Fight
- 2009 : This Is Who We Are (DVD live)

## Vidéographie
- 2003 : 94 Hours (Frail Words Collapse)
- 2004 : Forever (Frail Words Collapse)
- 2005 : Confined (Shadows Are Security)
- 2005 : Through Struggle (Shadows Are Security)
- 2006 : The Darkest Nights (Shadows Are Security)
- 2007 : Nothing Left (An Ocean Between Us)
- 2008 : The Sound of Truth (An Ocean Between Us)
- 2008 : Within Destruction (An Ocean Between Us)
- 2009 : I Never Wanted (An Ocean Between Us)
- 2010 : Parallels (The Powerless Rise)
- 2010 : Anodyne Sea (The Powerless Rise)
- 2011 : Beyond Our Suffering (The Powerless Rise)
- 2011 : Electric Eye (Decas)
- 2012 : Paralyzed (Decas)
- 2012 : A Greater Foundation (Awakened)
- 2018 : My Own Grave (Shaped By Fire)
- 2019 : Redefined (Shaped By Fire)
- 2019 : Shaped By Fire (Shaped By Fire)
- 2019 : Blinded (Shaped By Fire)
- 2020 : Torn Between (Shaped By Fire)